# Nuvolera
Nuvolera – miejscowość i gmina we Włoszech, w regionie Lombardia, w prowincji Brescia.
Według danych na rok 2004 gminę zamieszkiwały 3683 osoby, 283,3 os./km².